# Zhang Yining
Zhang Yining (chiń. upr. 张怡宁; chiń. trad. 張怡寧; pinyin Zhāng Yíníng; ur. 5 października 1982 w Pekinie) – chińska tenisistka stołowa, czterokrotna mistrzyni olimpijska.
W swojej bogatej kolekcji medalowej ma cztery olimpijskie tryumfy i dziesięć tytułów mistrzostw świata. Na Letnich Igrzyskach Olimpijskich w Atenach zdobyła dwa złote medale: w kategorii gry pojedynczej oraz w kategorii gry podwójnej kobiet (grała w parze z Wang Nan).
Kolejne dwa złote medale olimpijskie, w turnieju drużynowym kobiet i w grze pojedynczej zdobyła cztery lata później na Letnich Igrzyskach Olimpijskich w Pekinie.
Wielokrotnie zdobywała medale mistrzostw świata. Pięciokrotnie była drużynową mistrzynią świata, trzykrotnie w grze podwójnej, a dwa razy zdobyła mistrzostwo świata w grze pojedynczej (2005, 2009).
Czterokrotnie zdobywała Puchar Świata: 2001, 2002, 2004, 2005. W 2006 zajęła drugie a w 2003 roku trzecie miejsce.